# Brahmina cribriceps
Brahmina cribriceps är en skalbaggsart som beskrevs av Moser 1915. Brahmina cribriceps ingår i släktet Brahmina och familjen Melolonthidae. Inga underarter finns listade.